# Hans Daniel (Schauspieler)

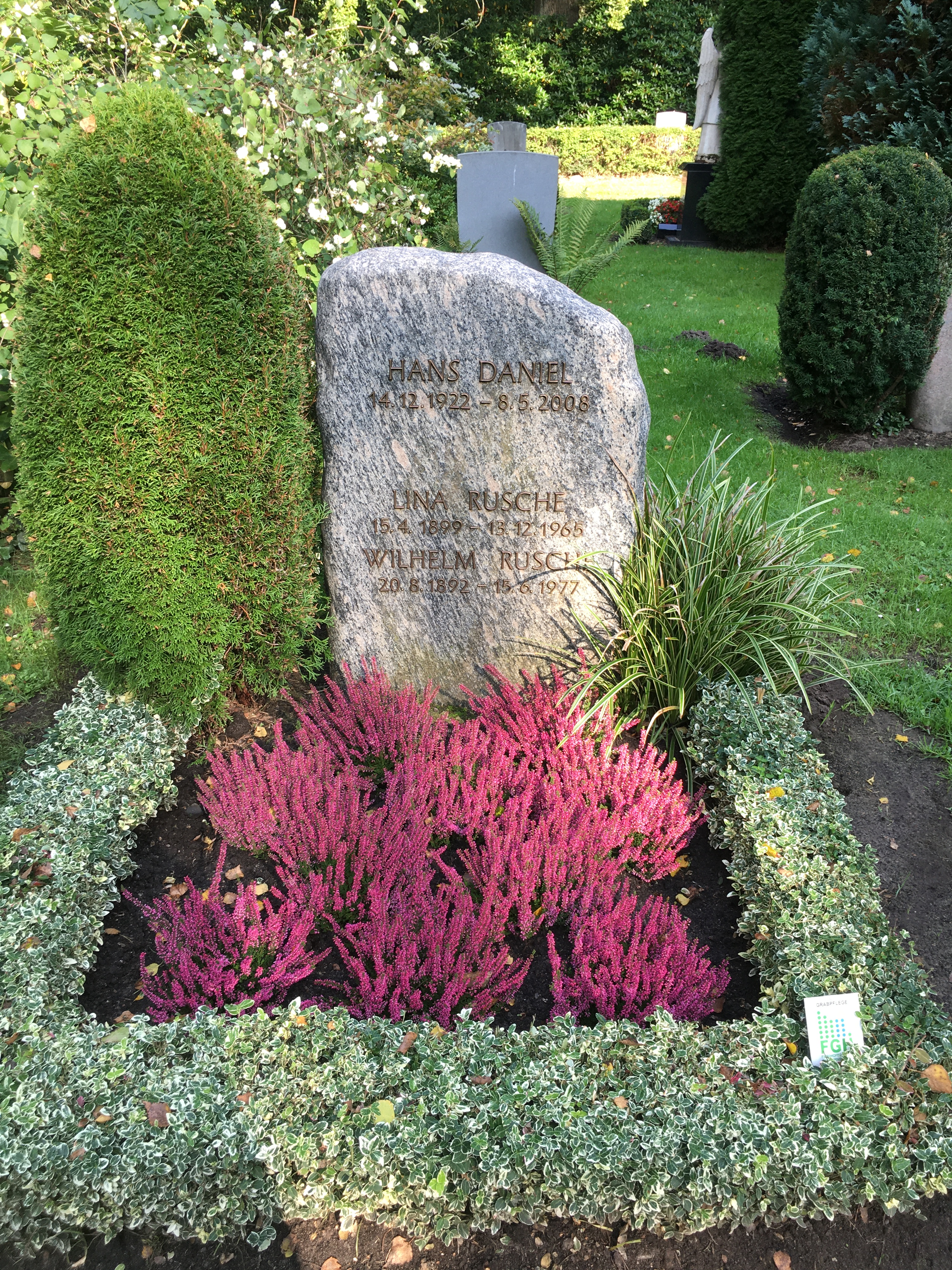
Grabstätte Hans Daniel auf dem Friedhof Ohlsdorf

Hans Daniel (* 14. Dezember 1922 in Flensburg; † 8. Mai 2008 in Hamburg) war ein deutscher Schauspieler und Nachrichtensprecher.

## Leben
Nach der Schule absolvierte Daniel zunächst eine Ausbildung zum Industriekaufmann. Zeitgleich begann er mit einem Schauspielstudium. Seit 1950 spielte er als Theaterdarsteller an zahlreichen Bühnen Hamburgs (unter anderem Hamburger Kammerspiele, Theater im Zimmer) sowie Tourneetheatern.
Daneben arbeitete Daniel als Schauspieler für Film und Fernsehen. Er spielte neben Curd Jürgens in Des Teufels General (nach Carl Zuckmayer), neben Horst Tappert im Krimi Perrak, in den Filmen Der Stoff aus dem die Träume sind und Und der Regen verwischt jede Spur sowie in dem Fernsehfilm Generale – Anatomie der Marneschlacht. Außerdem übernahm er Gastrollen in Fernsehserien wie der Krimiserie Gestatten, mein Name ist Cox! (neben Günter Pfitzmann) und Die Schwarzwaldklinik.
Bekannt wurde Daniel aber vor allem durch seine Arbeit im Hörfunk und als Off-Sprecher der ARD. 1947 begann er seine Sprechertätigkeit beim NWDR. Seither lieh er seine Stimme über 25.000 Hörfunk- und Fernsehproduktionen. Zwischen 1953 und 2000 arbeitete er unter anderem als Off-Sprecher der ARD-Tagesschau.
Darüber hinaus lieh er seine Stimme der Synchronisation (unter anderem Mondbasis Alpha 1) sowie Kinder- und Jugendhörspielen wie Commander Perkins, In 80 Tagen um die Welt und Der Stahlelefant (nach Jules Verne), Die drei Fragezeichen, Fünf Freunde sowie Kung-Fu (als weiser Meister Yu Kang).
Hans Daniel starb im Alter von 85 Jahren und wurde auf dem Hamburger Friedhof Ohlsdorf im Planquadrat Bm 66 beigesetzt.

## Filmografie
- 1955: Des Teufels General
- 1965: Gestatten, mein Name ist Cox (mehrere Folgen)
- 1967: Polizeifunk ruft – Zwei Promille
- 1967: Der Mörderclub von Brooklyn
- 1967: Bürgerkrieg in Rußland (Fernseh-Fünfteiler)
- 1968: Aktenzeichen XY ungelöst, Folge 6
- 1968: Sir Roger Casement (Fernseh-Zweiteiler)
- 1968: Das Kriminalmuseum – Der Bohrer
- 1969: Marinemeuterei 1917
- 1969: Doppelagent George Blake (Fernsehfilm)
- 1969: Kim Philby war der dritte Mann (Fernsehfilm)
- 1969: Nennen Sie mich Alex (Fernsehfilm)
- 1969: Die Kuba-Krise 1962 (Fernsehfilm)
- 1970: Perrak
- 1970: Das Chamäleon (TV)
- 1972: Hamburg Transit – Leichtes Handgepäck
- 1972: Der Stoff aus dem die Träume sind
- 1972: Und der Regen verwischt jede Spur
- 1972: Privatdetektiv Frank Kross – Kopftausch in Tunis
- 1973: Zwischen zwei Flügeln
- 1977: Generale – Anatomie der Marneschlacht
- 1979: Tödlicher Ausgang
- 1980: Tatort – Streifschuß
- 1987: Jokehnen
- 1989: Die Schwarzwaldklinik (Fernsehserie, 3 Folgen)